# Лукавица (Звољен)
Лукавица (слч. Lukavica) насељено је мјесто са административним статусом сеоске општине (слч. obec) у округу Звољен, у Банскобистричком крају, Словачка Република.

## Становништво
| Година:    | 1994. | 2004.   | 2014.    | 2024.    |
| ---------- | ----- | ------- | -------- | -------- |
| Број људи: | 153   | 143     | 165      | 287      |
| Разлика:   |       | -6,53 % | +15,38 % | +73,93 % |

| Година:    | 2023. | 2024.   |
| ---------- | ----- | ------- |
| Број људи: | 284   | 287     |
| Разлика:   |       | +1,05 % |

Према подацима о броју становника из 2011. године насеље је имало 155 становника.